# ノネズミ

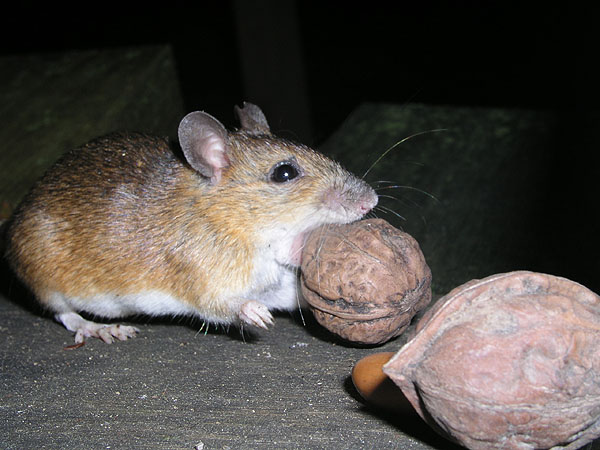
アカネズミ（Apodemus speciosus）

ノネズミ（野鼠、野ネズミ）とは、山林や農耕地、雑林などに生息するネズミであるアカネズミやヒメネズミなどの総称である。同じような生息域を持っているヤマネは含まないことが多い。
これに対して民家などに住みつくドブネズミ、クマネズミ、ハツカネズミの3種は「イエネズミ」と呼ばれる。

## 分布
日本全国に広く分布する。

## 形態
げっ歯類独特の伸びつづける門歯を持ち、長い尾を持つものが多い。尾は鱗状の皮膚で覆われ、体毛は全くないかまばらに生える。丸い耳、長いひげを持ち、体毛色は赤褐色や灰色など。
両前足で食物をつかんで食べ、各足の指の数は4本または5本。

## 生態
夜行性で夜間での活動密度が高い。単独で行動する。
主に地下に坑道を掘ったり、木のうろや根元などに巣を作る。その近辺が生息域となる。雑食性で草や木の種子、小型の昆虫や土壌動物などを捕食する。身体の大きさの割に大食である。得た食物を巣の内部のやあちこちに分散して貯蔵する習性を持っている。
雄の行動圏は雌よりも広く、行動圏の中にいる複数の雌の発情状態を確認して回り、場合によっては一匹の雌が複数の雄と交尾することもある。
春と秋を中心に年に2 - 3回出産し、一度に2匹以上出産する。エサが豊富な時などは7匹以上出産することもある。妊娠期間は20日前後で生後2 - 3か月で繁殖が可能になる。寿命は1 - 2年ほどである。
食物連鎖の底辺に位置することから、外敵が多い。ノネズミを捕食するものは、イタチ、テン、キツネ、ネコなどの食肉目類、ノスリ、フクロウなどの猛禽類、マムシなどの爬虫類など。

## 人間との関わり
過去から現在に至るまで、農作物や貯蔵穀物に被害を及ぼす他、病気を媒介するため（鼠害）、ヒトからは一般的に害獣と見なされ、駆除対象であった。駆除には、リン化亜鉛や硫酸タリウムを主成分とした殺鼠剤が用いられてきた。林業では野鼠（やそ）と呼ばれ、草本類が枯死する冬場に林木の食害を与える存在として忌避される。被害の大きい地域では、前述の殺鼠剤の利用や生息環境を妨げるためにササの刈払いなどが行われる。
ネズミを捕食し、穀物類に手を付けないキツネやヘビは日本の一部では豊穣の神として崇められていることもある。
ただ、近年は愛玩動物の一種として飼育する愛好家も存在し、自然観察の愛好者からも人気が高い。